# Traubiger Alant
Der Traubige Alant (Inula racemosa) ist eine Pflanzenart aus der Familie der Korbblütler (Asteraceae).

## Merkmale
Der Traubige Alant ist eine ausdauernde, krautige Pflanze, die ein Rhizom ausbildet und Wuchshöhen von 100 bis 200 Zentimeter erreicht. Die Grundblätter sind gestielt und eiförmig-lanzettlich. Ihre Blattspreite misst 30 × 16 Zentimeter. Die oberen Blätter sind am Grund gelappt und halbstängelumfassend. Die Köpfe haben einen Durchmesser von 5 bis 8 Zentimeter, sind gestielt oder sitzend und in einem gestreckten, traubigen Blütenstand angeordnet. Die äußeren Hüllblätter sind dreieckig, laubblattartig und oben zurückgebogen, die inneren sind linealisch.
Die Blütezeit liegt im Juli.
Die Chromosomenzahl beträgt 2n = 20.

## Vorkommen
Der Traubige Alant kommt in Afghanistan und im westlichen Himalaya vor. Die Art wächst an Feldrändern und in Säumen. Im westlichen China, wo die Art seit langem in Kultur ist, ist sie verwildert.

## Nutzung
Der Traubige Alant wird selten als Zierpflanze für Naturgärten, Parks und als Solitärpflanze genutzt. Außerdem findet sie als Heilpflanze Verwendung. 